# Равник (острво)
Равник је мало ненасељено острво у хрватском делу Јадранског мора, у акваторији града Виса.
Равник се налази око 500 м испред улаза у залив Рукавац и око 1,5 км од насеља Рукавац на острву Вису. Површина острва износи 0,267 км². Дужина обалске линије је 2,74 км.. Највиши врх на острву је висок 40 метара.
Острво је природно-феноменолошки најзначајне у акваторији града Виса са морском Зеленом шпиљом - спомеником природе.